# Universidade de Nantes

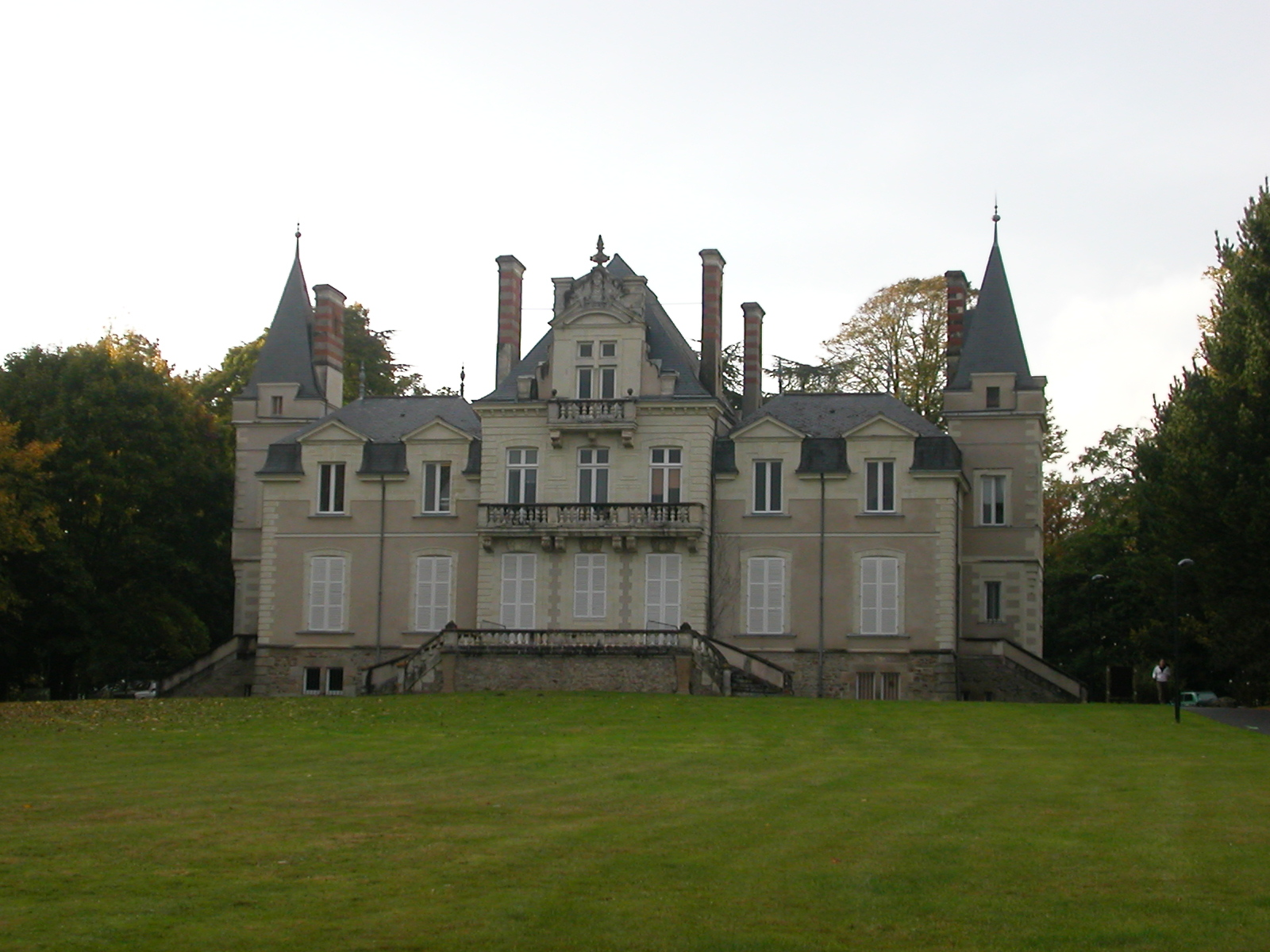
Universidade de Nantes, uma universidade pública da França

A Universidade de Nantes é uma universidade pública francesa. Foi formalmente criada em 1961, embora suas origens datam de 4 de Abril de 1460, quando Francisco II, Duque da Bretanha sugeriu a criação da Universidade da Bretanha. Ministra cursos nas seguintes áreas: Direito, Economia, Gestão, Artes, Línguas, Ciências, Tecnologia, Saúde e Ciências humanas e sociais.

## Alunos notáveis
- Jean-Marc Ayrault, político francês
- François Bégaudeau, escritor francês
- Julien Bontemps, windsurfer francês
- Jeanne Cherhal, cantora francesa
- Philippe de Villiers, político francês
- Marina Jaunatre, ex-ciclista francesa
- Jérôme Kerviel, operador francês
- Jean Rouaud, escritor francês
- Tertius Zongo,  primeiro-ministro do Burkina Faso

## Ligação externa
- Página oficial